# Gabriel Fontaine
Pour les articles homonymes, voir Fontaine.
Gabriel Fontaine (né le 17 septembre 1940) est un administrateur, expert-conseil et homme politique canadien.

## Biographie
Né à Saint-Lambert dans la région de Chaudière-Appalaches (Québec), il devint député du Parti progressiste-conservateur du Canada dans la circonscription de Lévis en 1984. Réélu en 1988, il ne se représenta pas en 1993.
Durant son passage à la Chambre des communes, il fut whip adjoint du Parti progressiste-conservateur et assistant whip en chef du gouvernement de 1987 à 1993.